# Gipsplaat

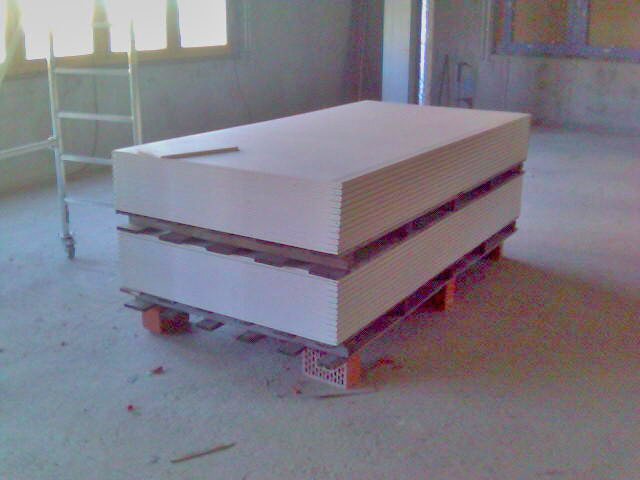
Gipsplaten klaar voor verwerking

Gipsplaat is een  veelgebruikt materiaal bij de afwerking van gebouwen. Platen op basis van gips worden in twee hoofdvormen geproduceerd: gipskartonplaten en gipsvezelplaten
Gipskartonplaten bestaan uit een kern van gips die aan beide zijden is voorzien van karton. De hechting ontstaat tijdens de uitharding van het gips. Het karton brengt stabiliteit aan de plaat en zorgt ervoor dat trekkrachten kunnen worden opgevangen. Gipskartonplaten hebben als groot voordeel dat ze gemakkelijk te verwerken zijn. Een nadeel is dat ze een sterk zuigende werking hebben, hetgeen zich uit in vochtgevoeligheid en een hoog verbruik van verf bij de afwerking. Om dit nadeel op te heffen of andere specifieke eigenschappen mee te geven aan de gipskartonplaten worden wel hulpstoffen toegevoegd aan het gips. Zo kan wasemulsie of siliconenolie de vochtopname vertragen, zorgen glasvezels voor een hogere brandwerendheid of sterkte en houtvezels voor een hoge oppervlaktehardheid.
Gipsvezelplaten worden onder hoge druk geperst uit een mengsel van gips en papiervezels. Het grote voordeel van gipsvezelplaten is een hardere oppervlakte dan gipskartonplaten. Hierdoor zijn deze platen stootvaster. Deze hardheid is ook direct een groot nadeel, omdat de plaat lastig te bewerken is tijdens de montage. Een ander nadeel is, net als bij gipskartonplaten, de vochtgevoeligheid.
Gipsplaten hebben goede brandwerende eigenschappen. Ze bevatten namelijk chemisch gebonden kristalwater dat bij verhitting verdampt. Zolang deze verdamping plaatsvindt, wordt er energie aan het vuur onttrokken, waardoor de temperatuur van de plaat constant blijft en de constructie in stand blijft.
Gipsplaten zijn ook geschikt voor het maken van geluidsisolerende constructies. Dit komt door het buigslappe karakter van het materiaal en de opbouw uit verschillende lagen in een constructie.
Gipsplaten worden veel gebruikt in lichte scheidingswanden met een basis van metaalprofielen (de zogenaamde metal-stud- of 'systeem'wanden), in staalframebouw en bij het maken van plafonds.